# Brittiska mästerskapet 1887/1888
Brittiska mästerskapet 1887/1888 var den 5:e upplagan av Brittiska mästerskapet i fotboll. England tog sin andra titel, men första titel som inte delades. (Englands första titel delades med Skottland 1885/1886).

## Tabell
| Nr | Lag       | S | V | O | F | GM | IM | MS  | P |
| -- | --------- | - | - | - | - | -- | -- | --- | - |
| 1  | England   | 3 | 3 | 0 | 0 | 15 | 2  | +13 | 6 |
| 2  | Skottland | 3 | 2 | 0 | 1 | 15 | 8  | +7  | 4 |
| 3  | Wales     | 3 | 1 | 0 | 2 | 13 | 10 | +3  | 2 |
| 4  | Irland    | 3 | 0 | 0 | 3 | 3  | 26 | −23 | 0 |

## Matcher
|  | 4 februari 1888 | England                                                         | 5 – 1 | Wales        | Alexandra Recreation Ground |       |
|  |                 | Fred Dewhurst ×2 George Woodhall Tinsley Lindley Johnny Goodall |       | Jack Doughty | Crewe                       | Crewe |
|  |                 |                                                                 |       |              | Crewe                       | Crewe |
|  |                 |                                                                 |       |              | Crewe                       | Crewe |

|  | 3 mars 1888 | Wales                                                                                | 11 – 00 | Irland | Racecourse Ground |         |
|  |             | Jack Doughty ×4 Roger Doughty ×2 Gwynne Howell ×2 Job Wilding ×2 William Pryce-Jones |         |        | Wrexham           | Wrexham |
|  |             |                                                                                      |         |        | Wrexham           | Wrexham |
|  |             |                                                                                      |         |        | Wrexham           | Wrexham |

|  | 10 mars 1888 | Skottland                                                                 | 5 – 1   | Wales            | Hibernian Park                                               |                                                              |
|  |              | William Paul 6′ Neil Munro 30′ Alexander Latta 33′, 75′ Willie Groves 65′ | (3 – 1) | 41′ Jack Doughty | Edinburgh Publik: 8 000 Domare: John Charles Clegg (England) | Edinburgh Publik: 8 000 Domare: John Charles Clegg (England) |
|  |              |                                                                           |         |                  | Edinburgh Publik: 8 000 Domare: John Charles Clegg (England) | Edinburgh Publik: 8 000 Domare: John Charles Clegg (England) |
|  |              |                                                                           |         |                  | Edinburgh Publik: 8 000 Domare: John Charles Clegg (England) | Edinburgh Publik: 8 000 Domare: John Charles Clegg (England) |

|  | 17 mars 1888 | Skottland | 0 – 5   | England                                                                           | Hampden Park                                          |                                                       |
|  |              |           | (0 – 4) | 32′ Tinsley Lindley 34′ Dennis Hodgetts 40′, 49′ Fred Dewhurst 43′ Johnny Goodall | Glasgow Publik: 10 000 Domare: John Sinclair (Irland) | Glasgow Publik: 10 000 Domare: John Sinclair (Irland) |
|  |              |           |         |                                                                                   | Glasgow Publik: 10 000 Domare: John Sinclair (Irland) | Glasgow Publik: 10 000 Domare: John Sinclair (Irland) |
|  |              |           |         |                                                                                   | Glasgow Publik: 10 000 Domare: John Sinclair (Irland) | Glasgow Publik: 10 000 Domare: John Sinclair (Irland) |

|  | 24 mars 1888 | Irland                  | 02 – 10 | Skottland | Oldpark Avenue                                           |                                                          |
|  |              | William Dalton 18′, 24′ |         | 5′ Geordie Dewar 8′, 33′, 40′, 45′ William Dickson 15′ Thomas Breckenridge 30′ Ralph Aitken 53′ Neil McCallum 77′ (sjm.) Robert Wilson 83′ Allan Stewart | Belfast Publik: 5 000 Domare: Robert Parlane (Skottland) | Belfast Publik: 5 000 Domare: Robert Parlane (Skottland) |
|  |              |                         |         | | Belfast Publik: 5 000 Domare: Robert Parlane (Skottland) | Belfast Publik: 5 000 Domare: Robert Parlane (Skottland) |
|  |              |                         |         | | Belfast Publik: 5 000 Domare: Robert Parlane (Skottland) | Belfast Publik: 5 000 Domare: Robert Parlane (Skottland) |

|  | 7 april 1888 | Irland        | 1 – 5 | England                                       | Ulster Cricket Ground |         |
|  |              | William Crone |       | ×3 Albert Allen Fred Dewhurst Tinsley Lindley | Belfast               | Belfast |
|  |              |               |       |                                               | Belfast               | Belfast |
|  |              |               |       |                                               | Belfast               | Belfast |